# 瑪麗·馬克斯韋爾·蓋茨
玛丽·马克斯韦尔·盖茨（英語：Mary Maxwell Gates，1929年7月5日—1994年6月10日）是一名美国商业界人士。

## 生平
玛丽·盖茨曾于1975年至1993年任华盛顿大学校董。她是金县联合劝募协会（King Countys United Way）的首名女性总裁，还是全国联合劝募协会执行理事会首位女性主席。她任主席期间IBM的首席执行官约翰·埃克斯也是执行理事会的成员。她还是第一州际银行公司的首名女性主管。玛丽之子比尔·盖茨是微软公司的创建者之一。

## 註解
1. ↑  "玛丽盖茨于1994年6月10日去世" （页面存档备份，存于）(英文)

## 外部連結
- （英文） University of Washington's Mary Maxwell Gates page
- （英文） Essay on Mary Gates and Family （页面存档备份，存于） at HistoryLink, the online encyclopedia of Washington State history. （页面存档备份，存于）
- （英文） Mary Gates Hall （页面存档备份，存于）